# Dede Westbrook
Decrick De'Shawn Westbrook (Cameron, 2 marzo 1995) è un giocatore di football americano statunitense che milita nel ruolo di wide receiver per i Jacksonville Jaguars della National Football League  (NFL).

## Carriera

### Jacksonville Jaguars
Westbrook al college giocò a football al Blinn College (2012-2013) e con gli Oklahoma Sooners (2015-2016). Nell'ultima annata fu premiato col Fred Biletnikoff Award come miglior ricevitore a livello universitario e si classificò quarto nelle votazioni dell'Heisman Trophy. Fu scelto nel corso del quarto giro (110º assoluto) nel Draft NFL 2017 dai Jacksonville Jaguars. Passò i primi due mesi e mezzo della stagione in lista infortunati per un problema a un quadricipite e debuttò come professionista subentrando nella gara della settimana 11 contro i Cleveland Browns ricevendo 3 passaggi per 35 yard. Il primo touchdown lo segnò nella vittoria della settimana 14 sui Seattle Seahawks. La sua stagione regolare da rookie si concluse disputando 7 partite, 5 delle quali come titolare, con 27 ricezioni per 335 yard. Nella prima gara di playoff in carriera, contro i Buffalo Bills nel turno delle wild card, fu il miglior ricevitore della squadra con 5 ricezioni per 48 yard nella vittoria per 10-3.